# 테이크 댓
테이크 댓(Take That)은 잉글랜드 맨체스터에서 결성된 팝 음악 그룹이다. 총 11개의 영국 싱글 차트 1위곡을 보유하고 있으며, 총 7장의 앨범이 앨범차트 1위를 차지했다. 총 27의 싱글이 탑 40 안에 들었으며, 그중 16개는 탑 5에 올랐다.

## 같이 보기
- 보이 밴드

## 참조
1. ↑  가요차트 14주 연속 1위 신승훈 "마이클 잭슨 제치고 기네스북에 오른 대요[깨진 링크(과거 내용 찾기)] 글: 김현숙 차장, 사진: 최종학 기자